# Roullée
Roullée is een voormalige gemeente in het Franse departement Sarthe in de regio Pays de la Loire en telt 220 inwoners (1999). De plaats maakt deel uit van het arrondissement Mamers.
Tot 1 januari 2015 was Roullée een zelfstandige gemeente. Op die datum werd het met Chassé, La Fresnaye-sur-Chédouet, Lignières-la-Carelle, Montigny en Saint-Rigomer-des-Bois samengevoegd tot de nieuwe fusiegemeente Villeneuve-en-Perseigne.

## Geografie
De oppervlakte van Roullée bedraagt 19,8 km², de bevolkingsdichtheid is 11,1 inwoners per km².
De onderstaande kaart toont de ligging van Roullée met de belangrijkste infrastructuur en aangrenzende gemeenten.

## Demografie
Onderstaande figuur toont het verloop van het inwonertal (bron: INSEE-tellingen).